# Scopula delospila
Scopula delospila là một loài bướm đêm trong họ Geometridae.